# Unione montana di comuni della Valle Strona e delle Quarne
L'unione montana di comuni della Valle Strona e delle Quarne è un ente locale sovracomunale, con autonomia statutaria, costituitosi nel 2015, aggregando i sei comuni di Germagno, Loreglia, Massiola, Quarna Sopra, Quarna Sotto e Valstrona.

## Storia
L'ente è stato costituito in seguito alla soppressione della comunità montana Due Laghi, Cusio Mottarone e Val Strona, insieme a tutte le altre comunità montane del Piemonte, con la Legge regionale 28 settembre 2012, n. 11.
Nel 2015 dunque le funzioni della comunità montana sono state ripartite tra questa unione montana e quella "del Cusio e del Mottarone".

## Territorio
Il territorio di questa unione montana comprende tutta la Valle Strona e l'altipiano dove sono situati i paesi di Quarna Sopra e Sotto.

## Principali funzioni
- La gestione associata dei servizi: scuole, servizi pubblici, servizi sociali, trasporti, protezione civile, rifiuti, polizia locale, urbanistica e opere pubbliche.
- La gestione associata delle "funzioni montane": difesa del suolo, sicurezza del territorio montano e le politiche alimentari, agricole e forestali.
- La tutela del territorio con il turismo e le attività commerciali: promozione turistica, sport, cultura e la cooperazione transfrontaliera.

## Demografia dei Comuni
Nel dettaglio, fanno parte dell'Unione i seguenti sei Comuni:
| Posizione     | Stemma | Città        | Popolazione (ab) | Superficie (km²) | Densità (ab/km²) | Altitudine (m s.l.m.) | Altitudine Minima (m s.l.m.) | Altitudine Massima (m s.l.m.) |
| ------------- | ------ | ------------ | ---------------- | ---------------- | ---------------- | --------------------- | ---------------------------- | ----------------------------- |
| 1º            |        | Valstrona    | 1 219            | 51,89            | 23,5             | 525                   | 474                          | 2405                          |
| 2°            |        | Quarna Sotto | 388              | 16,37            | 23,7             | 802                   | 524                          | 1710                          |
| 3°            |        | Quarna Sopra | 249              | 9,51             | 26,5             | 860                   | 375                          | 1424                          |
| 4°            |        | Loreglia     | 239              | 9,15             | 26,1             | 719                   | 416                          | 1878                          |
| 5º            |        | Germagno     | 194              | 2,90             | 66,3             | 602                   | 370                          | 1341                          |
| 6º            |        | Massiola     | 128              | 8,06             | 15,9             | 772                   | 584                          | 2105                          |
| Totale unione | –      | –            | 2.417            | 97,88            | 24,7             | -                     | 370                          | 2405                          |